# Helianthemum cretophilum
Helianthemum cretophilum är en solvändeväxtart som beskrevs av M.V. Klokov och D.N Dobroczajeva. Helianthemum cretophilum ingår i släktet solvändor, och familjen solvändeväxter. Inga underarter finns listade i Catalogue of Life.